# Dysdaemonia angustata
Dysdaemonia angustata är en fjärilsart som beskrevs av Breyer 1933. Dysdaemonia angustata ingår i släktet Dysdaemonia och familjen påfågelsspinnare. Inga underarter finns listade i Catalogue of Life.